# ゆめが丘駅
ゆめが丘駅（ゆめがおかえき）は、神奈川県横浜市泉区ゆめが丘にある、相模鉄道相鉄いずみ野線の駅である。駅番号はSO36。副駅名は「ゆめが丘ソラトス前」。
関東の駅百選認定駅。横浜市の駅では最も西に位置する。

## 歴史
- 1999年（平成11年）3月10日：開業。同日より快速停車駅となる[2]。
- 2000年（平成12年）：関東の駅百選に選出される[4][注 1]。
- 2019年（令和元年）11月30日：ダイヤ改正に伴い通勤急行の運転が開始され停車駅となる。なお、通勤特急の運転も同時に開始されたが当駅を通過する。
- 2023年（令和5年）7月2日：ホームドアの使用を開始[5]。
- 2024年（令和6年）
  - 7月25日：「ソラトス改札口」（ICカード専用）の供用を開始し、従来の改札口を「北口改札口」に改称[3]。副駅名称「ゆめが丘ソラトス前」を導入[3]。
  - 9月2日：土地区画整理事業の換地処分に伴い、所在地が横浜市泉区下飯田町1555-9から横浜市泉区ゆめが丘32[1]に変更。

### 駅名の由来
工事着手時点の仮称は当時の所在していた下飯田町から「下飯田駅」としていたが、「今後の夢を抱ける街」を願って「ゆめが丘」とされた。その名称に引っ掛けて本線希望ヶ丘駅 - 当駅間の硬券往復乗車券「ゆめきぼ乗車券」が受験生などの縁起担ぎグッズとして発売されている。
なお、近接する横浜市営地下鉄ブルーラインの下飯田駅は仮称をそのまま正式駅名としている。

## 駅構造
島式ホーム1面2線を有する高架駅。交建設計によるデザイン。「水を活かした街づくり」という泉区の構想にあわせ、水のしずく（水滴）をイメージして設計された。ホーム・線路の周りをアーチ状の鉄骨の連なりで囲み、その上を屋根で覆い、側面に風除けの透明板をはめ込んだ形状となっている。ホーム内に屋根の支柱がないため、見通しの良いトンネル状の空間となっている。水色に塗られた鉄骨とアクセントの黄色が爽やかな雰囲気を醸し出していたが、後述のリニューアルに伴い少し暗めの青色に塗装し直されている。
当駅の起点側260メートルの位置にある都市計画道路環状4号線を跨ぐ橋は、在来鉄道で日本初のニールセン・ローゼ橋を採用している。
以前はホームから駅の南側にある横浜市営地下鉄ブルーライン下飯田駅の駅舎を望むことができたが、後述の大規模集客施設により現在では遮られている。
2023年（令和5年）4月18日、相模鉄道は駅のリニューアルを発表した。このリニューアルにより駅舎は延べ床面積約580平方メートルと従来の1.5倍近くに拡張され、大規模集客施設「ゆめが丘ソラトス」（後節も参照）の側に交通系ICカード専用の改札口を設置し、トイレは全面改修、駅舎外観も相鉄グループの統一コンセプトに基づきレンガが採用されている。この新設改札「ソラトス改札口」はゆめが丘ソラトス開業日の2024年（令和6年）7月25日から供用を開始し、あわせて従来の改札口が「北口改札口」に改称された。

### ギャラリー

改修前のゆめが丘駅
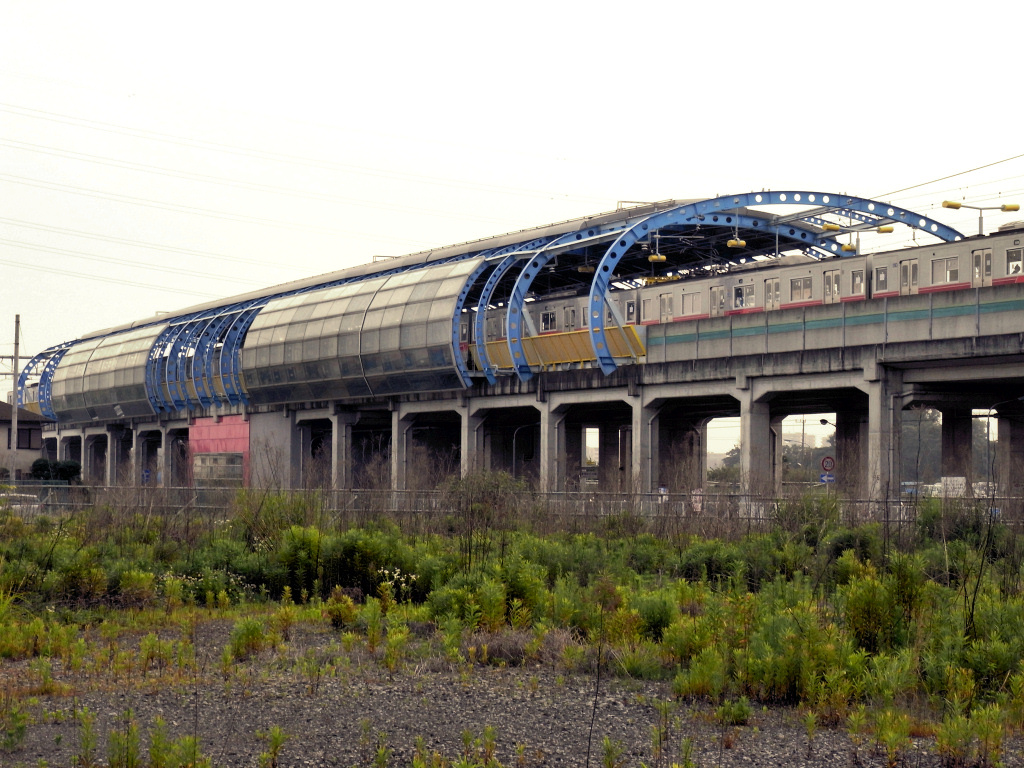
駅舎（2009年6月）
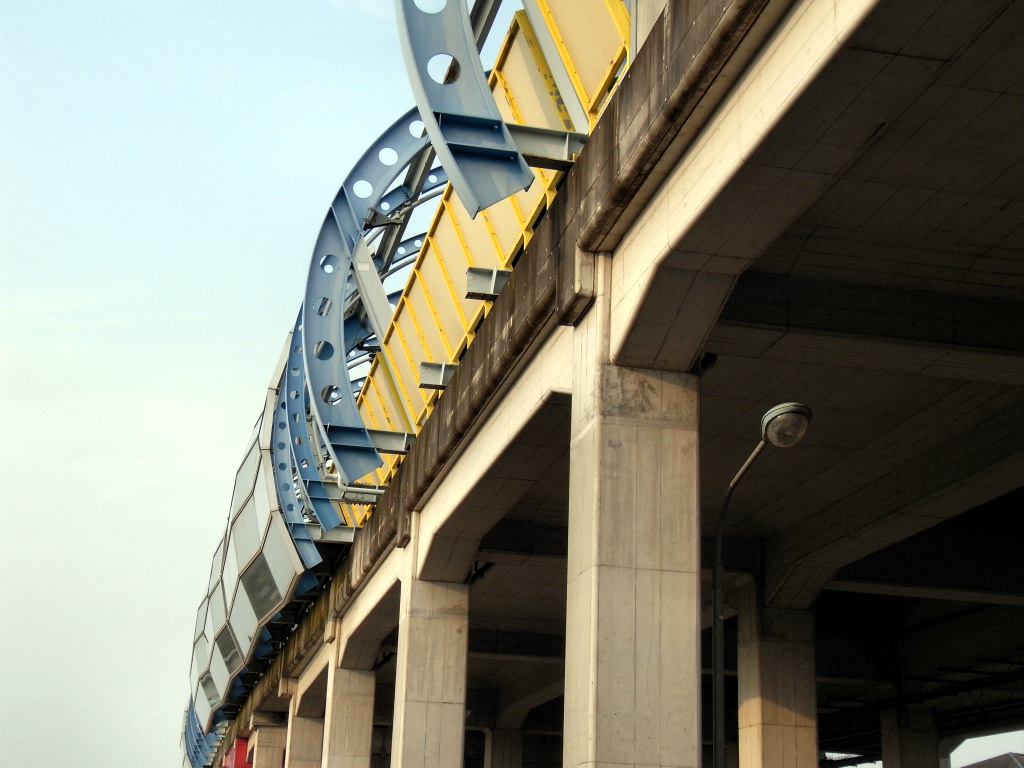
駅構造を外側から見る （2009年6月）
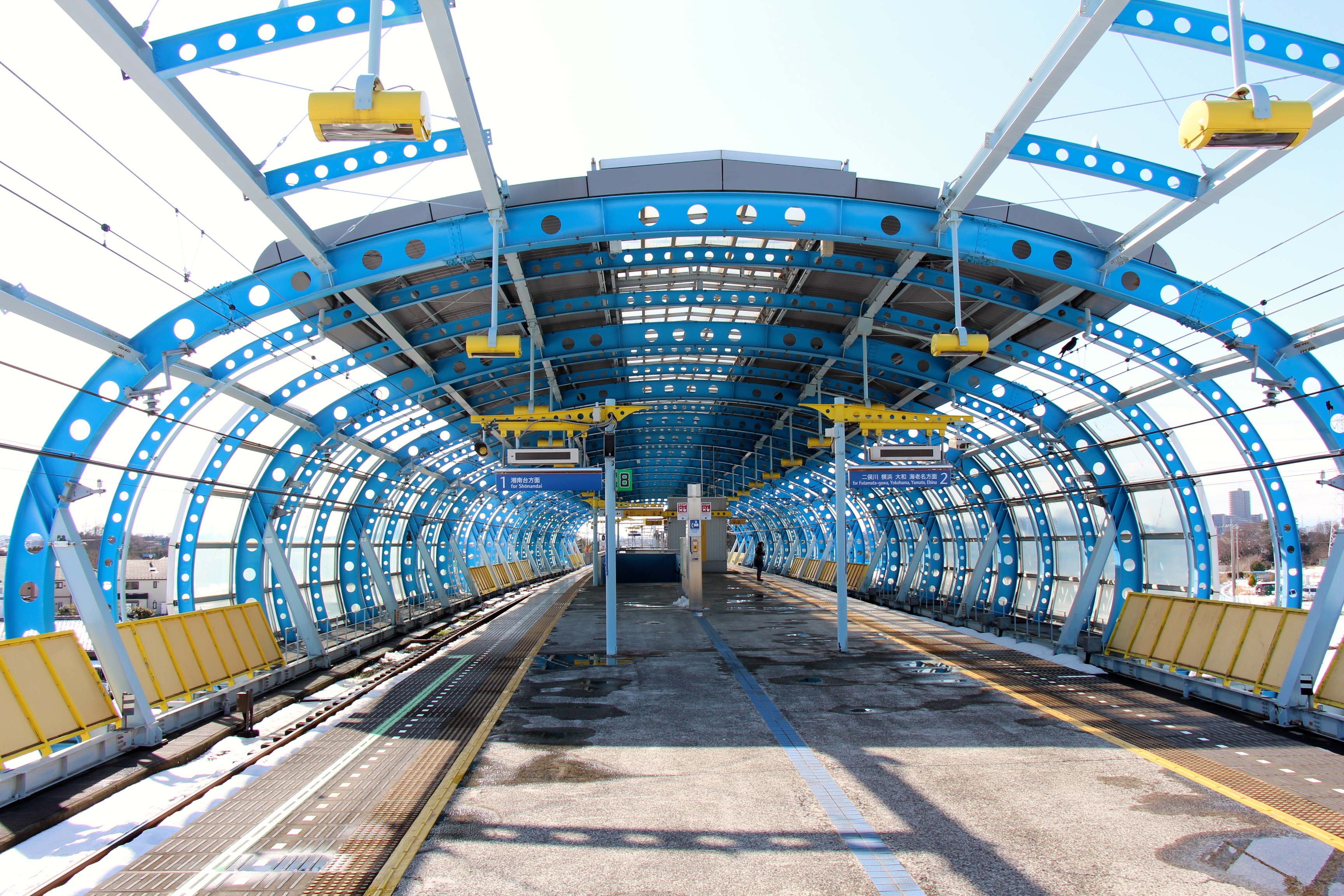
ホーム（2014年2月）
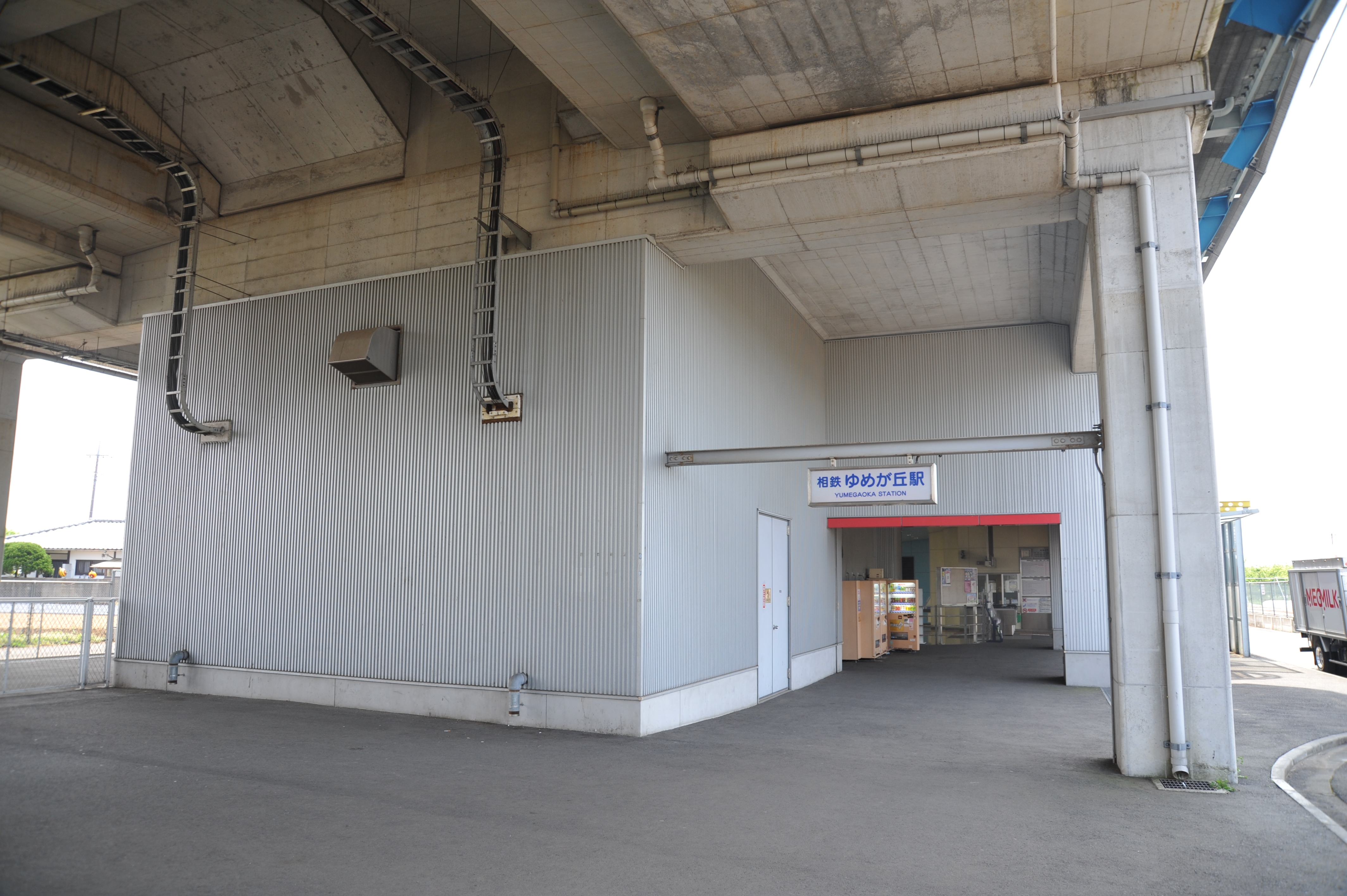
駅入口（2010年5月）
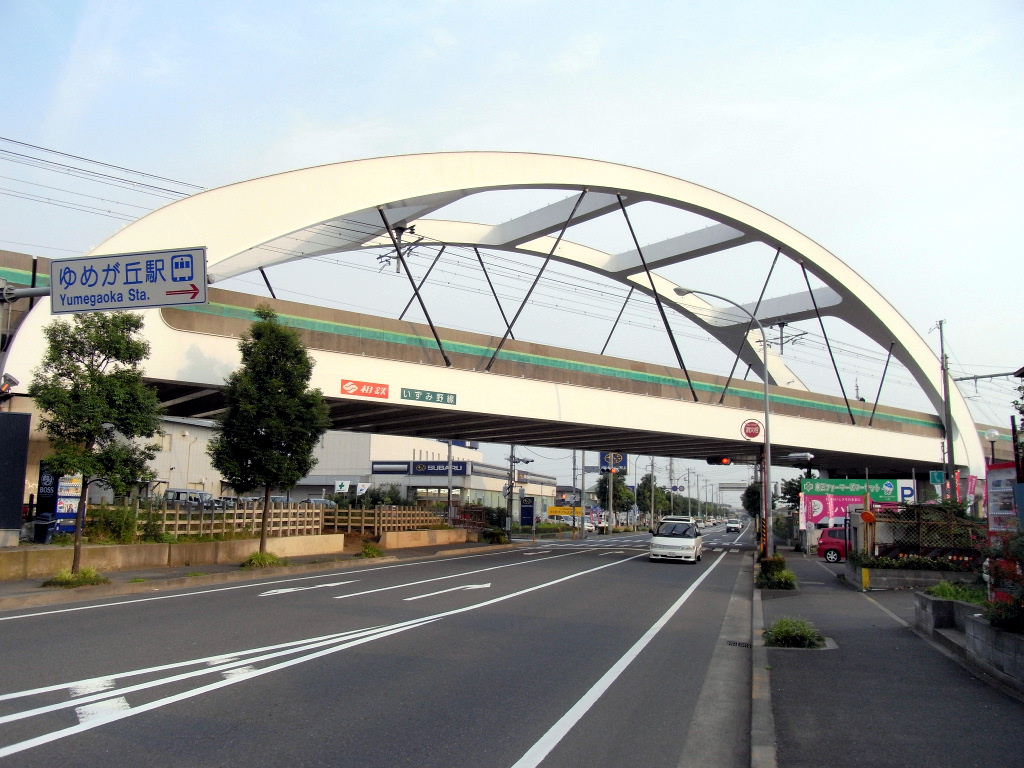
ニールセン・ローゼ橋 （2009年6月）

改修後のゆめが丘駅
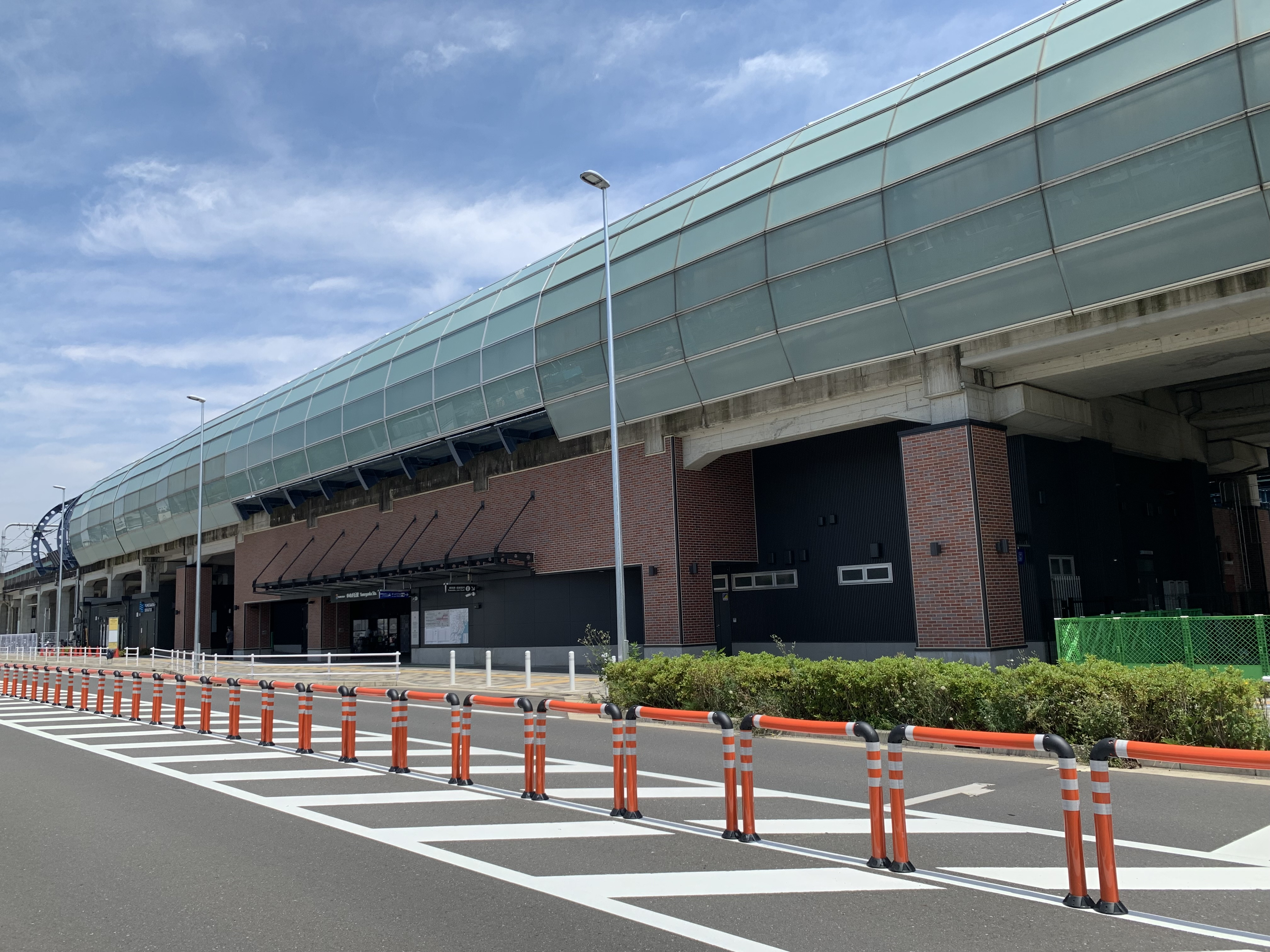
駅舎にレンガを採用 （2024年5月）
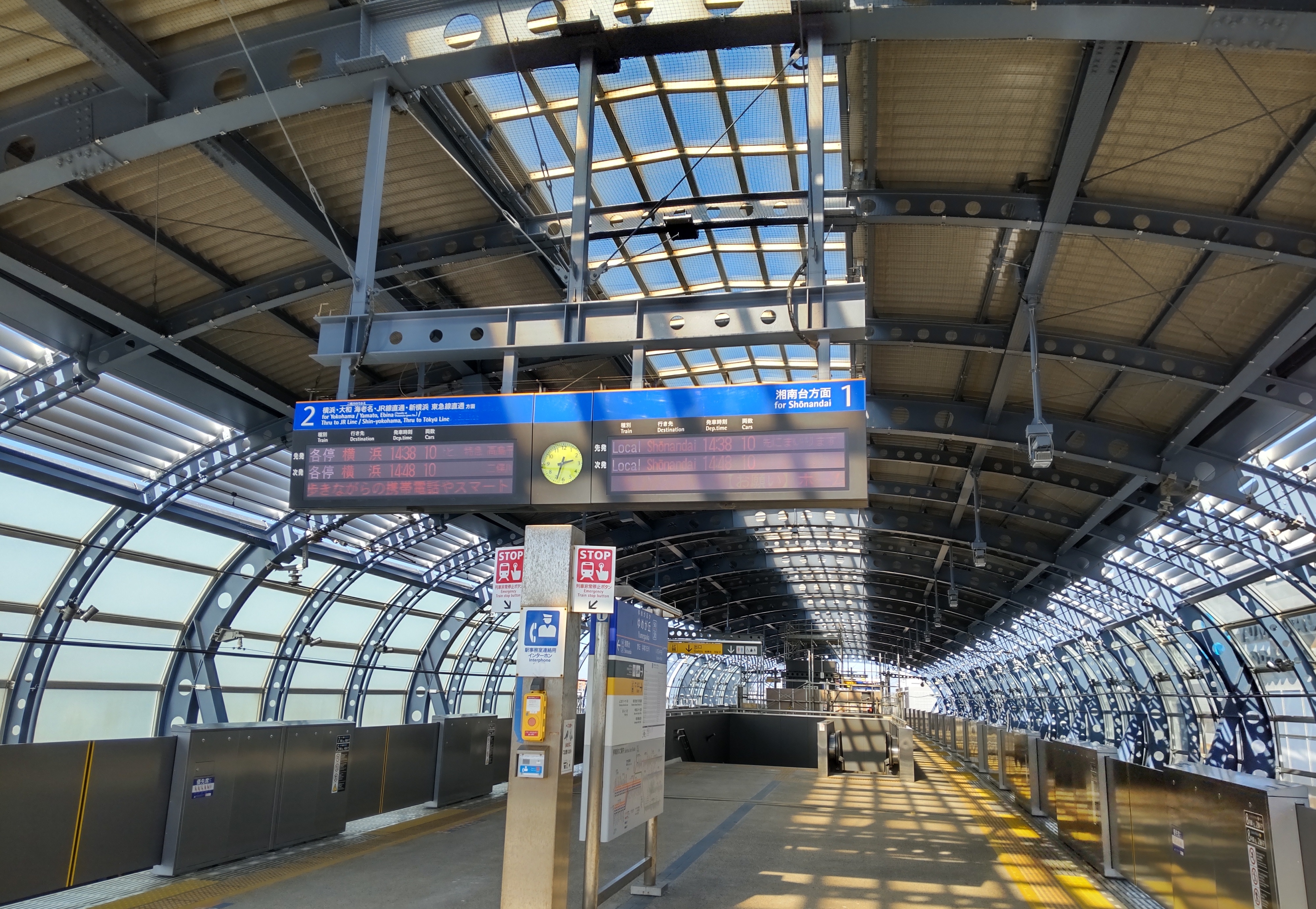
塗装変更、ホームドア設置後（2024年2月）
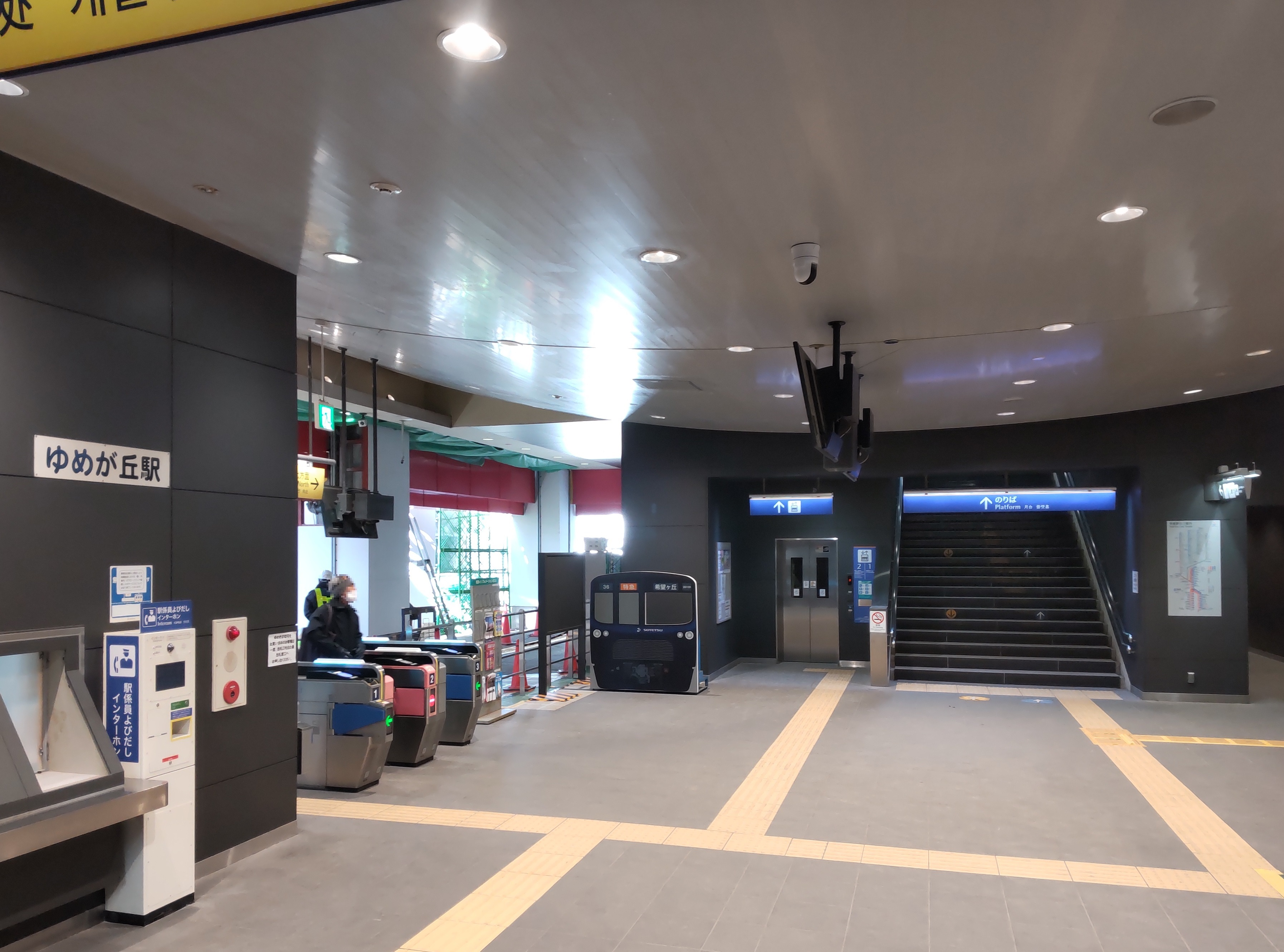
改札内（2024年2月）
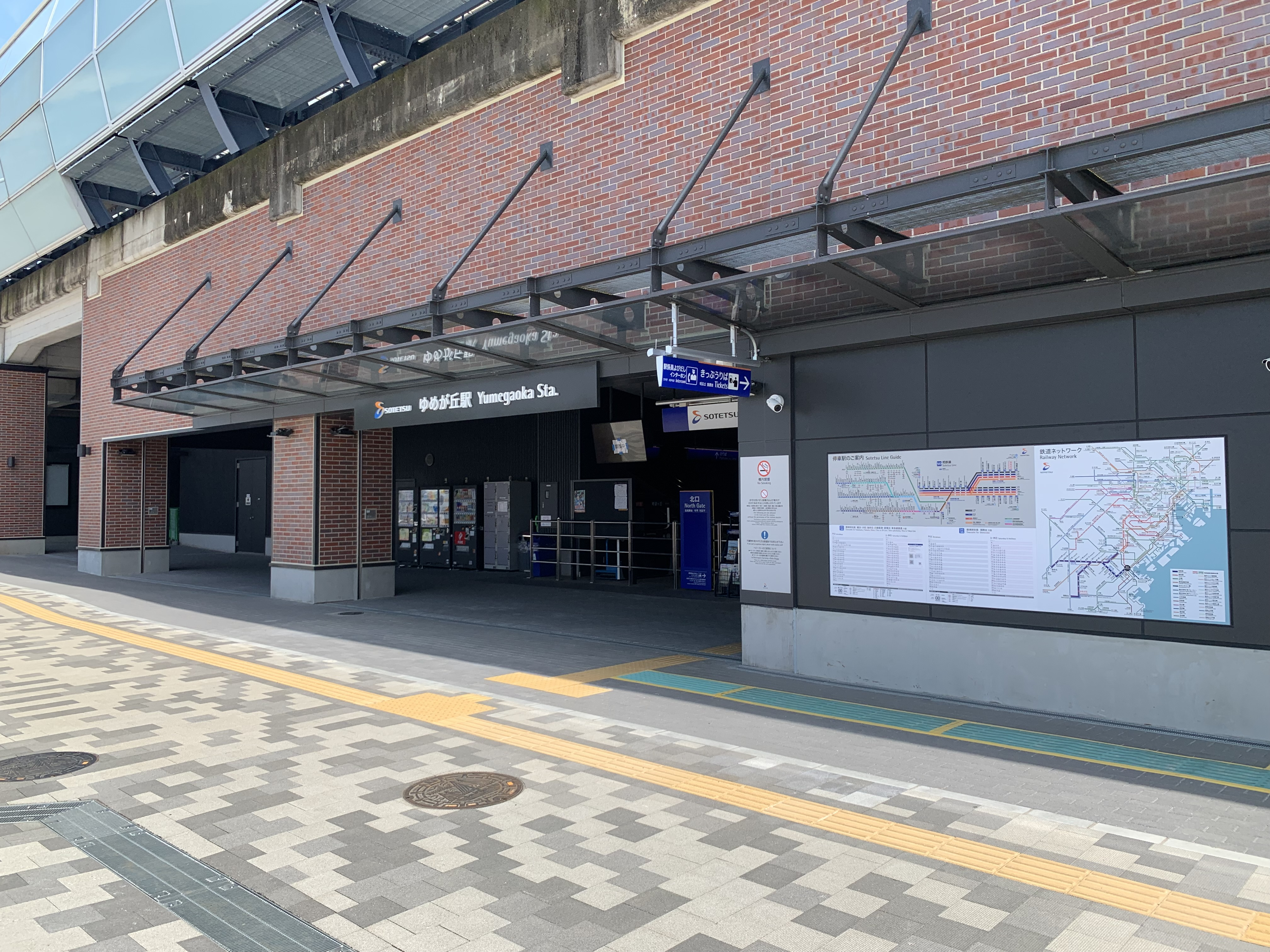
北口改札口（2024年5月）
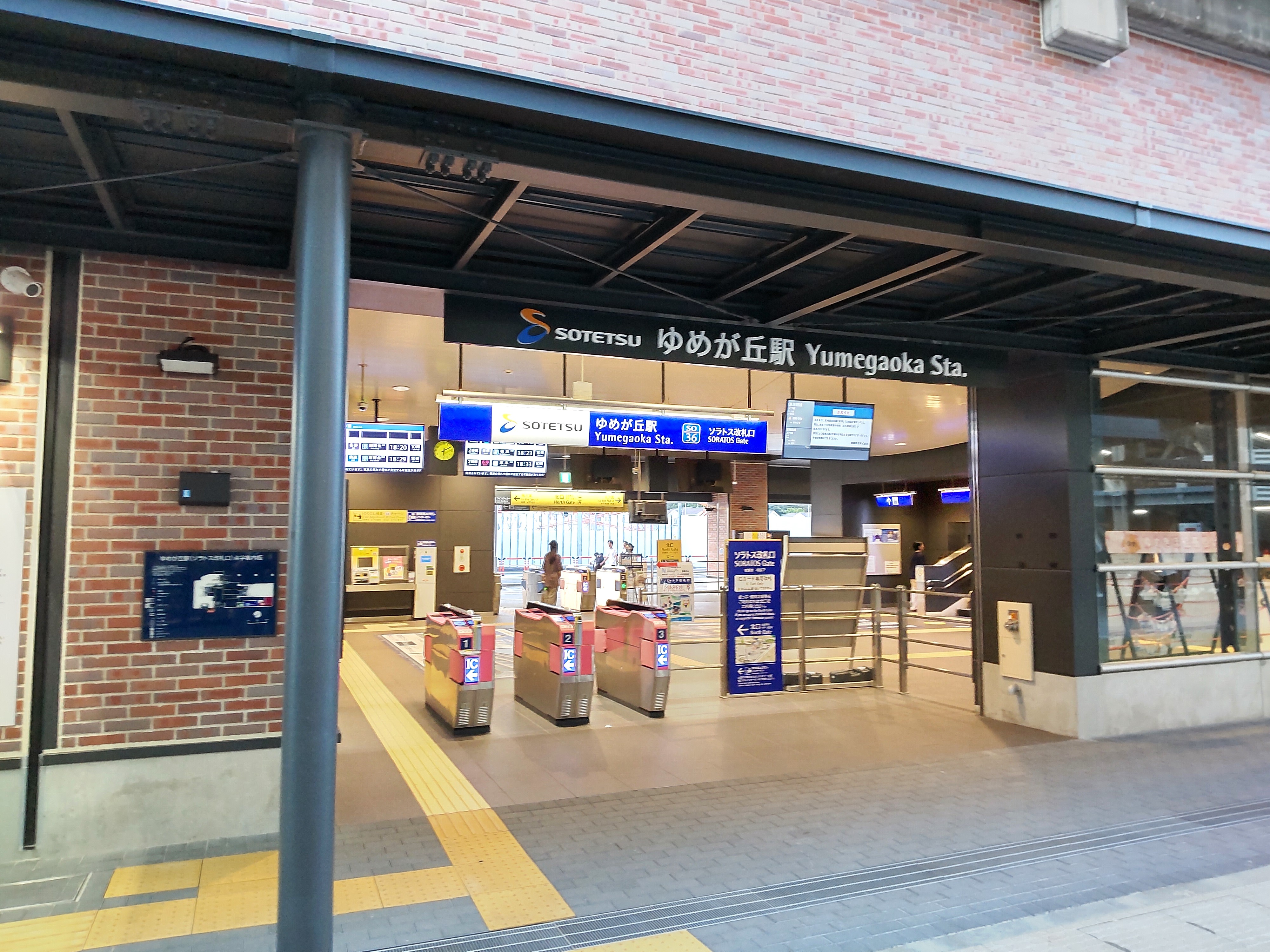
ソラトス改札口（2024年8月）
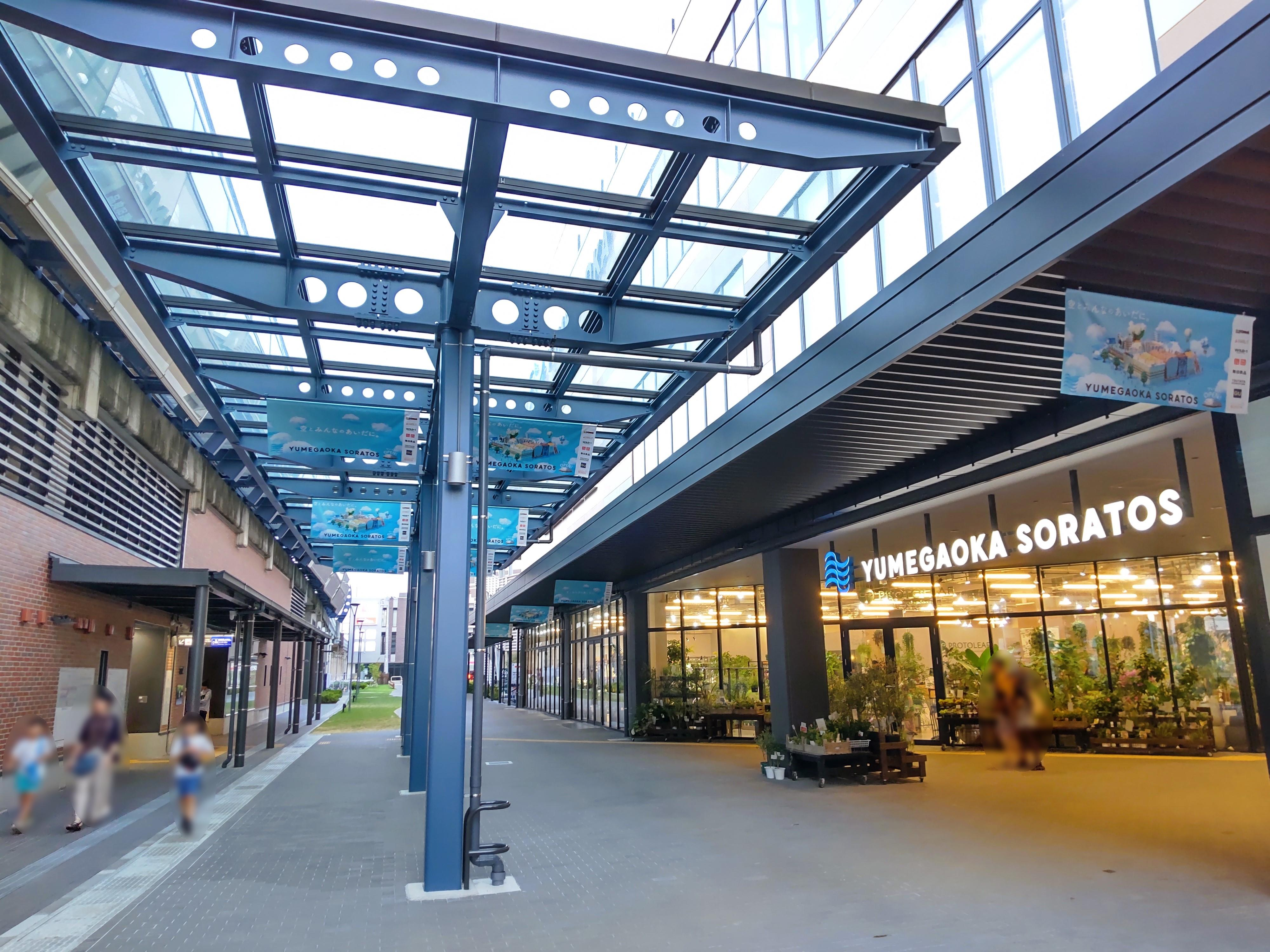
ソラトス改札口とゆめが丘ソラトスの接続部（2024年8月）

### のりば
| 番線 | 路線           | 方向 | 行先                                             |
| ---- | -------------- | ---- | ------------------------------------------------ |
| 1    | 相鉄いずみ野線 | 下り | 湘南台方面                                       |
| 2    | 相鉄いずみ野線 | 上り | 横浜・海老名（二俣川のりかえ）・羽沢横浜国大方面 |

## 利用状況
2024年度の1日平均乗降人員は7,278人である。相鉄線全27駅中第27位（最下位）。2024年に先述のゆめが丘ソラトスが開業したため、利用客は大幅に増加している。
近年の1日平均乗降・乗車人員推移は下表の通り。
| 年度               | 1日平均 乗降人員 | 1日平均 乗車人員 | 出典                |
| ------------------ | ---------------- | ---------------- | ------------------- |
| 1998年（平成10年） |                  | 805              | [ 横浜市統計書 1 ]  |
| 1999年（平成11年） | 1,372            | 648              | [ 神奈川県統計 1 ]  |
| 2000年（平成12年） | 1,209            | 571              | [ 神奈川県統計 1 ]  |
| 2001年（平成13年） | 1,138            | 540              | [ 神奈川県統計 2 ]  |
| 2002年（平成14年） | 1,116            | 528              | [ 神奈川県統計 3 ]  |
| 2003年（平成15年） | 1,109            | 527              | [ 神奈川県統計 4 ]  |
| 2004年（平成16年） | 1,184            | 558              | [ 神奈川県統計 5 ]  |
| 2005年（平成17年） | 1,322            | 632              | [ 神奈川県統計 6 ]  |
| 2006年（平成18年） | 1,506            | 730              | [ 神奈川県統計 7 ]  |
| 2007年（平成19年） | 1,610            | 790              | [ 神奈川県統計 8 ]  |
| 2008年（平成20年） | 1,786            | 880              | [ 神奈川県統計 9 ]  |
| 2009年（平成21年） | 2,015            | 989              | [ 神奈川県統計 10 ] |
| 2010年（平成22年） | 2,097            | 1,040            | [ 神奈川県統計 11 ] |
| 2011年（平成23年） | 2,120            | 1,050            | [ 神奈川県統計 12 ] |
| 2012年（平成24年） | 2,208            | 1,100            | [ 神奈川県統計 13 ] |
| 2013年（平成25年） | 2,231            | 1,115            | [ 神奈川県統計 14 ] |
| 2014年（平成26年） | 2,228            | 1,104            | [ 神奈川県統計 15 ] |
| 2015年（平成27年） | 2,270            | 1,131            | [ 神奈川県統計 16 ] |
| 2016年（平成28年） | 2,322            | 1,155            | [ 神奈川県統計 17 ] |
| 2017年（平成29年） | 2,223            | 1,101            | [ 神奈川県統計 18 ] |
| 2018年（平成30年） | 2,198            | 1,097            | [ 神奈川県統計 19 ] |
| 2019年（令和元年） | 2,207            | 1,105            | [ 神奈川県統計 20 ] |
| 2020年（令和02年） | 1,741            | 873              | [ 神奈川県統計 21 ] |
| 2021年（令和03年） | 1,904            | 952              | [ 神奈川県統計 22 ] |
| 2022年（令和04年） | 2,227            | 1,108            | [ 神奈川県統計 23 ] |
| 2023年（令和05年） | 2,996            |                  |                     |
| 2024年（令和06年） | 7,278            |                  |                     |

## 駅周辺
駅周辺には開業から20年ほど田畑が広がり、当駅及び横浜市営地下鉄ブルーライン「下飯田駅」の周辺に位置する「泉ゆめが丘地区」は市街化調整区域に長年指定されていたため開発が遅れていたが、2014年6月には市街化区域への編入などの都市計画決定が行われた。これ以降、当駅周辺においても再開発の動きが本格化し周辺の状況が様変わりしている。

### 泉ゆめが丘地区の再開発

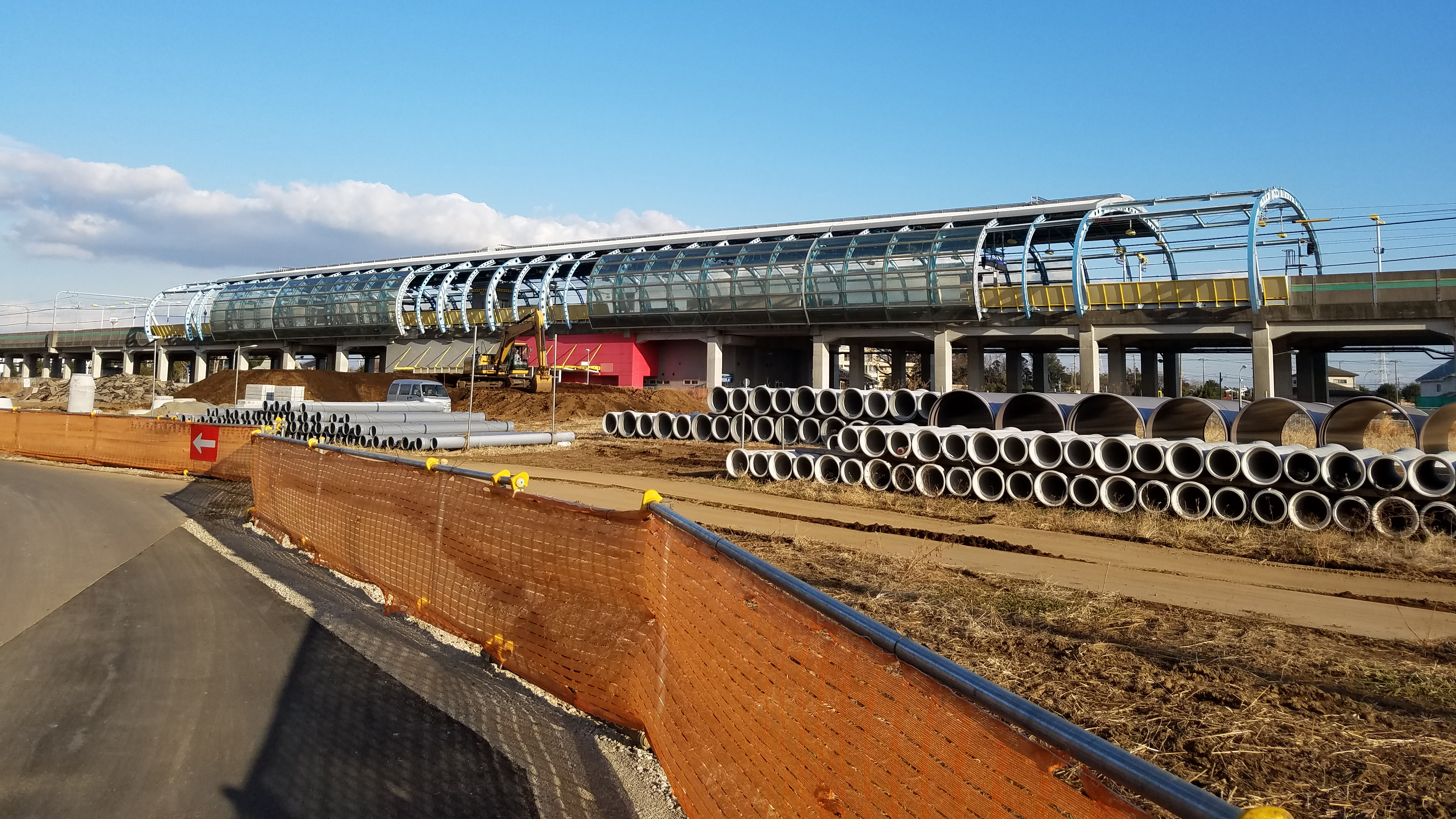
センター地区造成中の駅南側（2020年1月）

当駅および下飯田駅の周辺（泉ゆめが丘地区）は、「都市計画マスタープラン・泉区プラン」において「都市基盤施設と一体となった計画的な開発を誘導し、良好な居住環境を備えた市街地の形成を図る」地区として位置付けられている。周辺エリアの市街地の形成に向け、1999年に地元地権者を中心として発足した「いずみ田園第一地区土地区画整理準備組合」を2007年末に解散し、新たに「泉ゆめが丘土地区画整理組合設立準備会」が発足した。
2008年度には横浜市が「泉ゆめが丘地区」を特定保留区域に設定、また横浜市都市整備局は「泉ゆめが丘土地区画整理組合設立準備会」の支援を表明し、泉ゆめが丘地区（25.1ヘクタール）の市街化区域への編入を視野に協議を促進し、早期の事業化を目指すと発表している。さらに2013年4月には横浜市と相鉄ホールディングスが、相鉄いずみ野線沿線地域（二俣川〜ゆめが丘）を豊かな自然環境や未利用地などの有効活用により新たな街づくりを目指すモデル地域に指定し、協定を締結している。相鉄では2023年までにJR東日本および東急との相互直通運転が開始されたため、当地区における再開発により沿線の活性化も期待されている。
2014年6月に市街化区域への編入および土地区画整理事業の都市計画決定などが行われ、同年8月には「泉ゆめが丘土地区画整理組合」の設立認可、2016年3月には「泉ゆめが丘地区地区計画」が決定された。再開発事業（土地区画整理事業）の施行期間は2014年度〜2024年度（清算期間を含む）で、総事業費は約109億円を見込む。
前述の都市計画決定に際し、導入機能やゾーニングなどの検討が進められ、交通広場や駅へのアクセス道路とともに、駅周辺への商業施設の集積（大規模集客施設については後節参照）、都市型住宅の整備（地区全体の計画人口は約5,200人）などを行う方針が定められた。また公共施設整備では、下飯田駅の駅前広場設置、幹線道路、区画道路、公園などの整備も行われる。
さらに、泉区新橋町の湘南泉病院が駅前に移転拡大する形で、2024年4月1日にゆめが丘総合病院として開業している。

#### ゆめが丘ソラトス

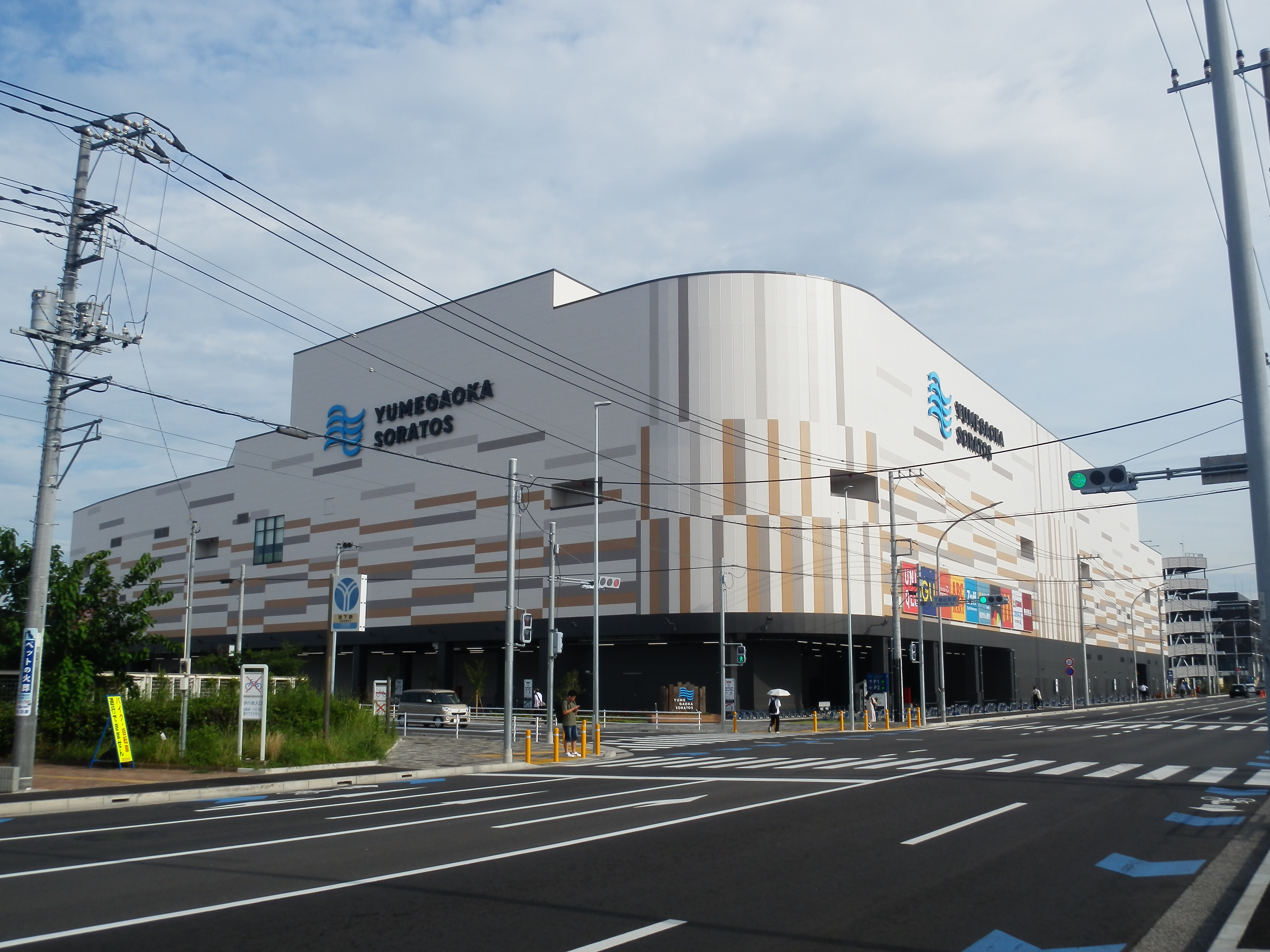
ゆめが丘ソラトス1（2024年7月）

2020年9月、両駅に挟まれたセンター地区（駅前大街区、街区面積: 42,861 m2）の集客施設開発事業者として相鉄グループの相鉄アーバンクリエイツと相鉄ビルマネジメントが選定され、地上3階建ての大規模集客施設（延べ床面積: 約118,000 m2）を開発する計画が公表された。2022年10月に着工し、2023年8月には施設名が「ゆめが丘ソラトス」に決定、2024年7月25日に開業した。
テナントは129店舗（横浜初出店は20店舗、そのうち関東初出店は11店舗）が出店し、スーパーマーケット「そうてつローゼン」や専門店のほかに地元農家とも連携した「食」に関する体験型施設「ゆめが丘マルシェ」、シネマコンプレックス「109シネマズ」（映画館）、屋上遊具広場「そうにゃんぱーく」なども設置される。また、環境への取り組みとして屋上に太陽光パネルを設置するほか、衣服の再資源化、生ごみの堆肥化、廃食用油のSAF化などの取り組みを行い、商業施設としては全国初の自動配送ロボット（当初は屋上を除く施設内のみの商品配送サービス）も導入される。

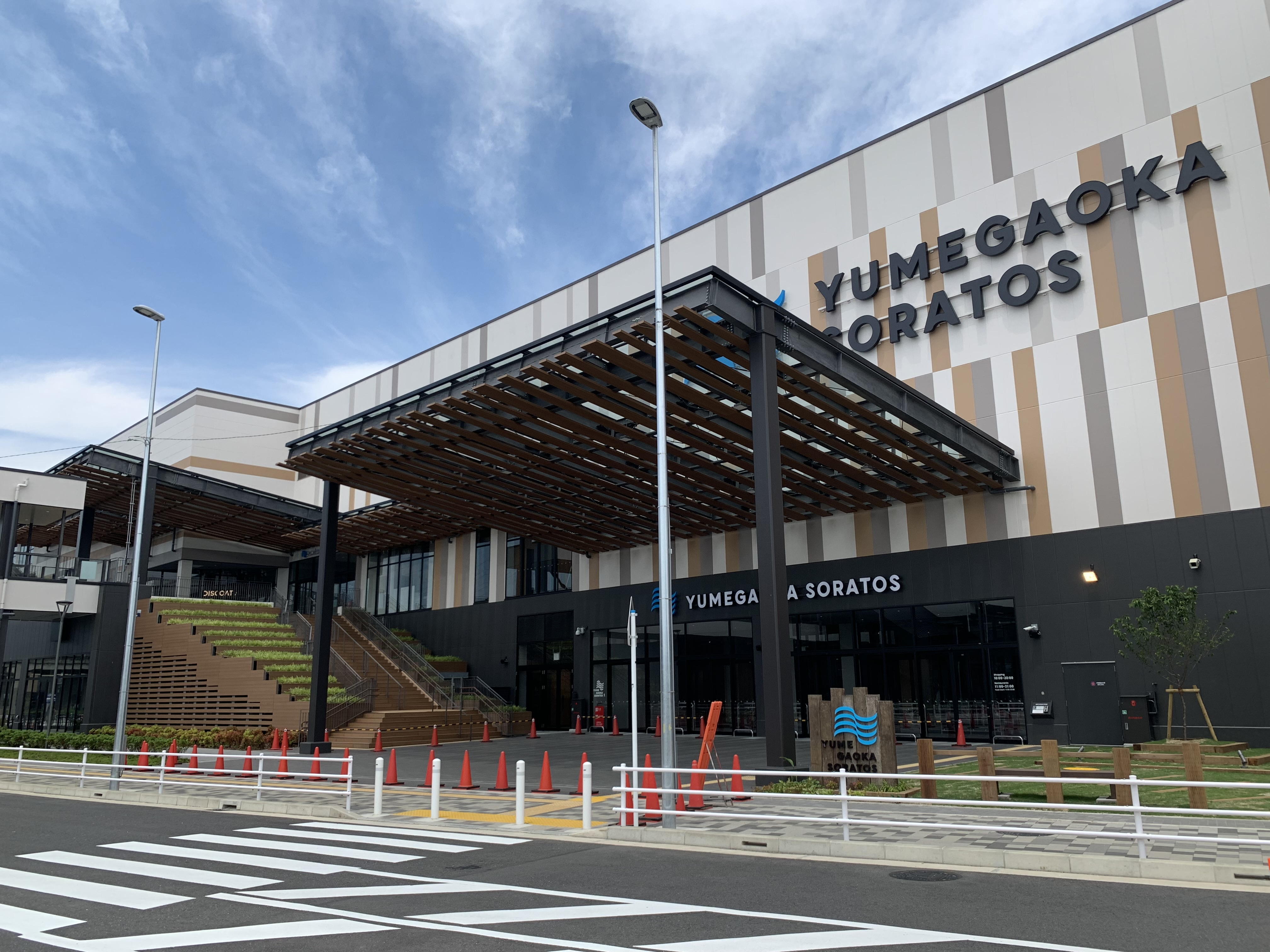
ゆめが丘ソラトス1の下飯田駅側入口（2024年5月）
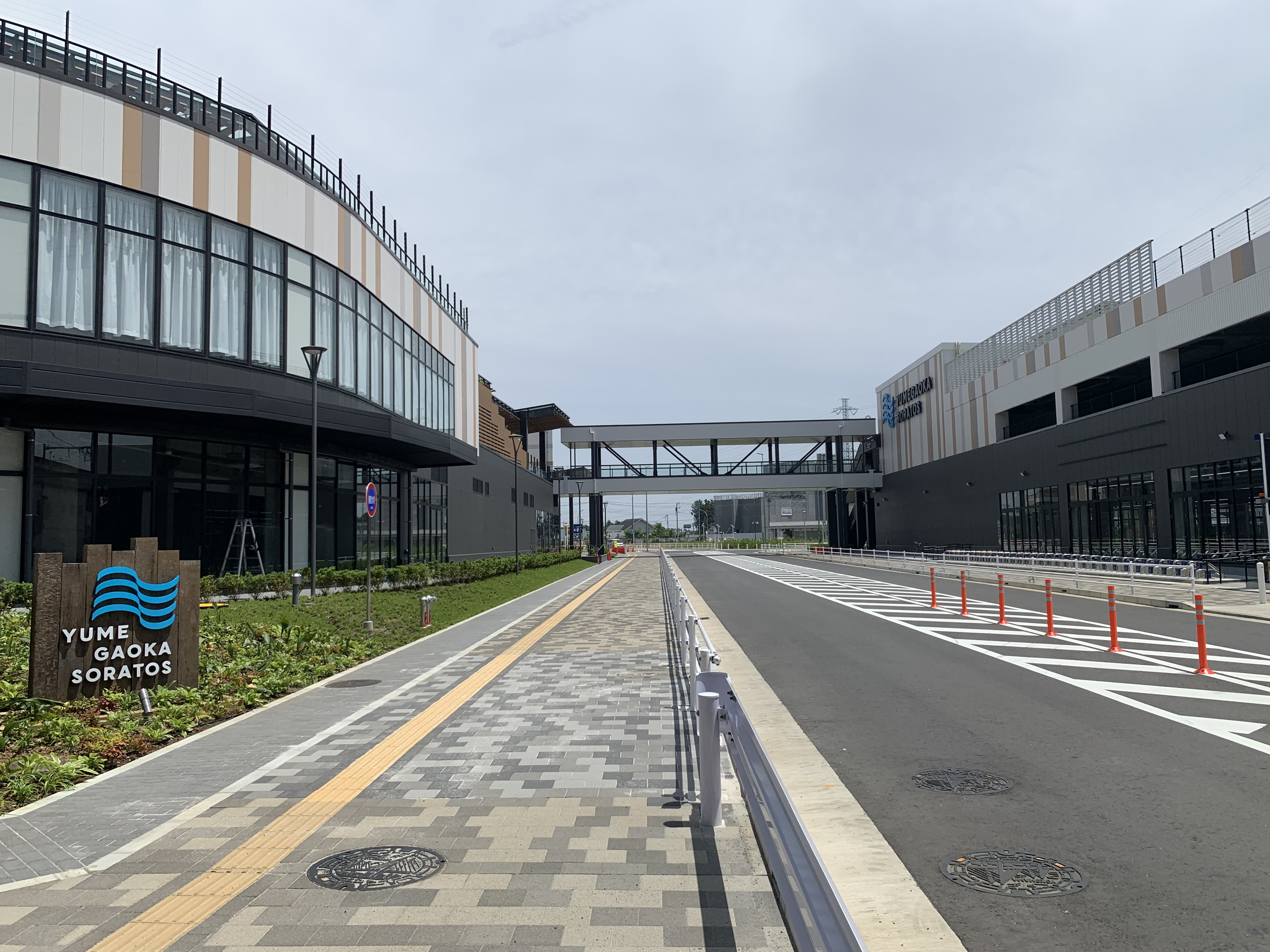
ゆめが丘ソラトス1 (左) とヤマダデンキテックランドが入るソラトス2（2024年5月）
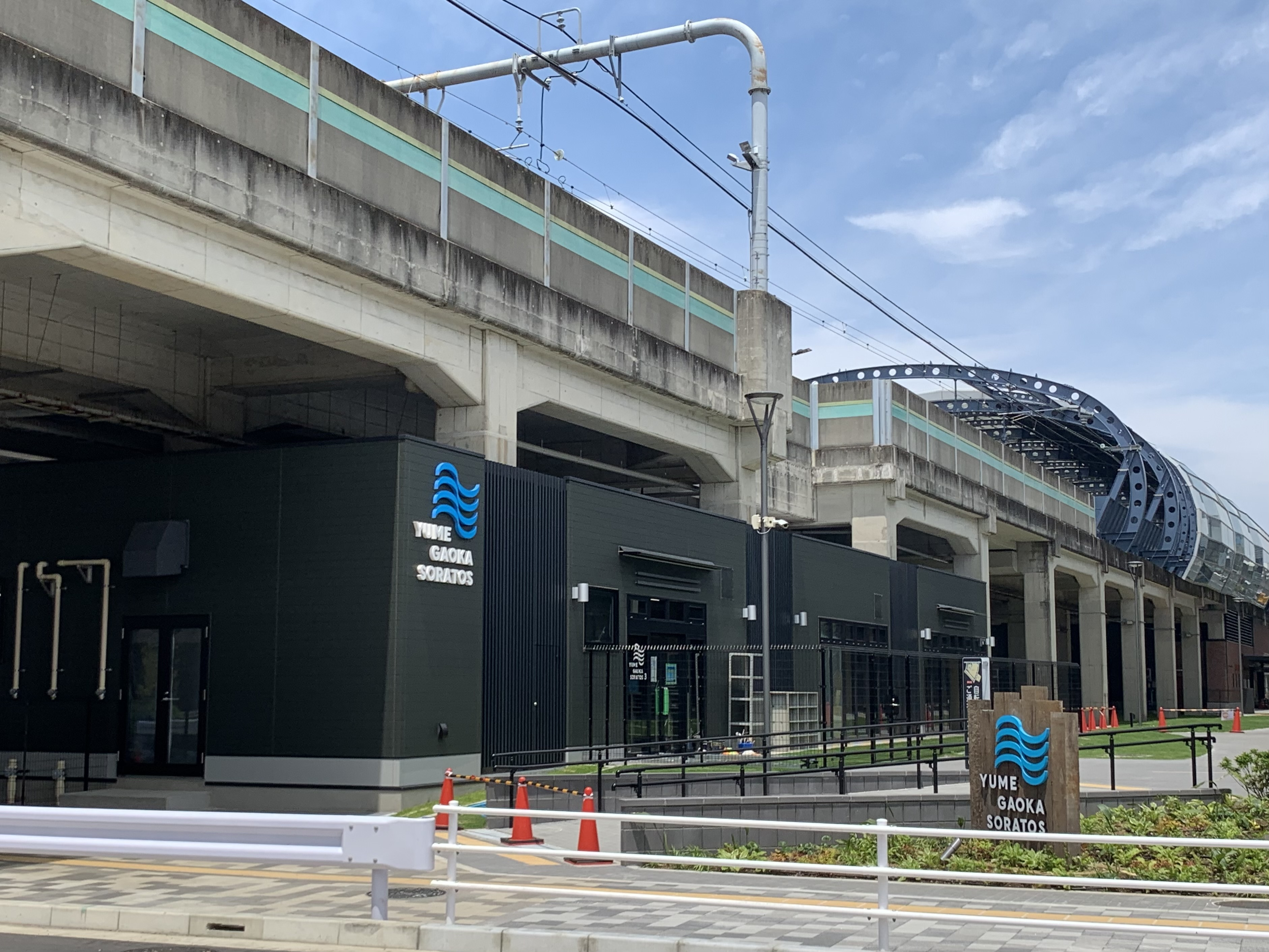
高架下のゆめが丘ソラトス3（2024年5月）

### 主な周辺施設・交通
- ゆめが丘ソラトス
- ゆめが丘総合病院

交通（駅・道路）
- 下飯田駅 - 横浜市営地下鉄ブルーラインの駅。近接しているが連絡運輸の設定はない。
- 横浜市道環状4号線（産業道路）

## バス路線
最寄りの停留所は、駅西側路上にある「ゆめが丘駅」となる。以下の路線が乗り入れ、神奈川中央交通により運行されている。
- 下05系統：上飯田車庫行 / ドリームハイツ行

また下飯田駅前のロータリーにある、神奈川中央交通の「下飯田駅」、天台観光Eバスの「下飯田駅前」も利用が可能。

## その他
- 受験シーズンには当駅と希望ヶ丘駅とで「ゆめきぼ切符」が販売される。詳細は「希望ヶ丘駅#記念乗車券」参照。
- 近未来SF的なホームの雰囲気から、CMやドラマのロケ地として利用されている。
  - ウイダーinゼリー（2016年のCM「夏」編）
  - 烈車戦隊トッキュウジャー（オープニングムービー）
  - ハルノヒ（あいみょんのシングルCDジャケット[22]）

## 隣の駅
相模鉄道
 相鉄いずみ野線
■特急・■通勤特急（平日上りのみ運転）
通過
■通勤急行（平日上りのみ運転）・■快速・■各駅停車
いずみ中央駅 (SO35) - ゆめが丘駅 (SO36) - 湘南台駅 (SO37)